# Estadio Cuauhtémoc
Estadio Cuauhtémoc – stadion piłkarski w mieście Puebla, w stanie Puebla, w Meksyku. Obiekt może pomieścić 42 648 widzów, co czyni go piątym co do wielkości stadionem w kraju. 
Na stadionie swoje mecze rozgrywa klub z pierwszej ligi meksykańskiej – CF Puebla – oraz zespół z drugiej ligi – Lobos de la BUAP.
Na obiekcie rozegrano mecze Mistrzostw Świata w Piłce Nożnej 1970 i 1986 oraz mecze piłki nożnej podczas Letnich Igrzysk Olimpijskich 1968.